# Udrzynek
Udrzynek (prononciation : [uˈdʐɨnɛk]) est un village polonais de la gmina de Brańszczyk dans le powiat de Wyszków de la voïvodie de Mazovie dans le centre-est de la Pologne.
Il se situe à environ 7 kilomètres au nord-est de Brańszczyk (siège de la gmina), 18 kilomètres au nord-est de Wyszków (siège du powiat) et à 69 kilomètres au nord-est de Varsovie (capitale de la Pologne).
Le village possède une population de 365 habitants en 2011.

## Histoire
De 1975 à 1998, il faisait partie du territoire de la Voïvodie d'Ostrołęka